# 死或生5
《死或生5》（简称为DOA5）是死或生系列的一个格斗游戏，由Team Ninja开发，由光荣特库摩于2012年在PlayStation 3和Xbox 360平台同时发行。这是自《死或生2》以来第一个在多平台发行的死或生游戏，也是第一个在Playstation 3平台发行的死或生游戏。
《死或生5》加入了來自世嘉的VR战士系列游戏的客串角色和几个新的游戏机制，并相对于前几作改善了图像并具有更真实的视觉风格。其情节设置在《死或生4》事件的两年后，讲述了与新DOA锦标赛和继续追捕霞的邪恶克隆体有关的各种人物的相互关联的故事。
2013年在PlayStation Vita平台发布了便携和扩展版本《死或生5 Plus》（Dead or Alive 5+）。下一个版本《死或生5 Ultimate》于2013年发布于PlayStation 3和Xbox 360平台，稍后发布了街机版本。最终游戏版本为《死或生5 Last Round》于2015年在PlayStation 3、PlayStation 4、Xbox 360、Xbox One和PC Steam发布。
《死或生5》获得了普遍的好评。到2015年，该游戏的所有版本在全球实体销量超过150万张，电子版下载量超过350万。

## 游戏玩法

瞳（左）与綾音（右）战斗

游戏有四种主要模式：故事（主要故事模式及其奖励任务），战斗（离线模式，包括对战，街机，限时和生存），在线（简单比赛，排名比赛和大厅比赛）和其他。训练模式比以前的死或生游戏具有更多的功能，包括允许玩家调整AI对手的行为。在线模式包括组织举办多达16名选手一同比赛，观众模式使得用户可以观看比赛并与其他观众交谈，以及在线教练模式，这是一种可以与其他选手一起练习的训练模式。其他功能包括旁观，玩家可以观看他们的比赛重播，或者观看两个AI玩家之间的战斗，还可以通过完全可控的摄像头从他们选择的位置和角度拍摄比赛的照片。

## 开发

### 传言及公告
到2010年1月，关于为PlayStation 3开发的下一个《死或生》游戏的传言已经传播开来。GameSpot将该游戏列为光荣特库摩在E3 2010展会期间展出的游戏。
《死或生5》于2011年9月14日在东京电玩展上正式宣布会2012年发布。第一个游戏预告片于2011年12月发布。制作人早矢仕洋介表示，展示的预告片表明了游戏现在试图用更复杂的调色表现性感。当时，这个游戏据说只完成了15％。早矢仕洋介说他的团队致力于使战斗环境比以往更加融入战斗体验，并且他们从顽皮狗的动作冒险游戏神秘海域系列中获得了很多灵感，创造出更具交互性和破坏性的战斗环境以及激动人心扣人心弦的故事。

### 制作
《死或生5》的游戏引擎是从零开始的。为了更好地平衡战斗系统，Team Ninja决定重新审视每个角色，在必要时重新设计新动作并仔细改善其他角色。根据早矢仕洋介的说法，整个项目的主要概念是决定改变方向，专注于人物的风度仪态，而不是像以前的游戏那样关注他们的性感美丽。他们的目标是保留角色的个性和特点，但要让角色更加逼真并吸引玩家。2011年10月，该系列的官方Facebook页面宣布邀请粉丝自己设计并提交战斗动作，选用其中一些用于《死或生5》并将这些动作的设计者名字在游戏的工作人员名单中展示。

## 评价

### 预发行
在发布之前，职业玩家Kayane说《死或生5》是她见过的最美丽的格斗游戏。《电子游戏月刊》表示：“[格斗游戏]的复苏和升值最近才通过重启或重新演绎受珍爱的作品来实现，而《死或生5》就是其中一次重启。更准确地说，《死或生5》是一次重生。」《X360》把《死或生5》评为2012年第三大性感游戏。

### 评论
完整版的《死或生5》得到了普遍肯定的批评。评论者通常称赞游戏的图形和动画，以及战斗的视觉效果和更深层次的游戏机制。 然而，一些评论批评了其故事模式和在线模式。 一些评论家把该游戏与该系列游戏和其他类型的新游戏相比，对Team Ninja未能有太多创新表示失望。
《Fami通》是第一个评论该游戏的杂志，它给出了36/40的高分（四位评论者都评为9/10）。IGN的Vincent Ingenito说《死或生5》是“强大，极有趣的游戏”，是《死或生系列》中最棒的的游戏，并赞扬它新的游戏机制、“华丽”与“惊艳”视觉效果、“令人难忘且精心制作”的互动阶段、“疯狂深刻”的练习模式以及在线模式，并称其为“系列中毫无疑问的最好的入门”。 GamesRadar的Giancarlo Saldana说，《死或生5》拥有“比以往更好”的图像，其改进的战斗系统“是向正确方向迈出的又一步”，但“游戏的故事模式还有很多不足之处”，《死或生5》“新的战斗机制和华丽的舞台效果将战斗变成了一种顶级的体验”。 Joystiq的Ludwig Kietzmann将《死或生5》称为“成功让这一系列游戏充满活力的作品”。Kotaku的Mike Fahey写道：“虽然《死或生5》远远没有彻底改变系列，但是它带着一种全新的游戏精神进入到格斗游戏中。”PlayStation Universe的Ernest Lin表示，“战斗场地是在格斗游戏中见过的最令人敬畏的亮点”，“尽管它有缺点，但它仍是《死或生系列》最好的游戏”。
GameSpot的Maxwell McGee称赞了其游戏系统，认为在人物和环境方面“令人印象深刻”的图像和“非常接近现实”，并不介意其“荒谬的娱乐性”的剧情，但批评游戏的练习模式和一些在线功能，整体上称它为“可以让所有类型的玩家享受的大型游戏”。 《电脑与电子游戏》的Andy Hartup称训练模式“百分百精彩”，但批评游戏“怪异”的故事模式，并且因为它“缺乏《快打旋風系列》的复杂性”，总之虽然《死或生5》“并不完美 但是“这是有趣的游戏，极具观赏性，而且能够玩得很开心”。Destructoid的Ian Bonds称它为“一个美味的惊喜”，“它有趣而不令人沮丧，为所有人提供全方位的战斗甚至是那些不会承认享受T＆A的人”。
然而，《Game Informer》的Dan Ryckert对游戏的故事模式和在线系统等元素批评得更严厉，尤其是该系列在角色设计等缺乏实质性进步，并指出这种“像样的战斗”落后竞争对手好几年而Team Ninja是在“显示该系列多有年代感”。《Edge》将其描述为“大多事情都如常”，“对程序和审美品味进行了调整，但没有太过亵渎或诱惑”。G4的Sophie Prell将其称为“《死或生4》的改进和重新平衡”， 并补充说该游戏是“最受新人欢迎的”，而格斗游戏的“核心粉丝”可能不要太过“期望”。 根据Eurogamer的Matt Edwards的说法，“《死或生5》并没有侮辱该系列的坚实和声誉，但它在战斗机制方面没有飞跃的进步，并且太偏重于单人模式”。
像以前的《死或生系列》一样，这款游戏因为把女性身体物品化而受到批评。Metro的一篇评论指出，该系列最著名的是专注于女性角色的乳房，声称“在现实中不可能都是像游戏中大多数角色一样，乳房能像一对法式奶凍一样在胸部摇摆的女性，[ ...]这些角色就像一个假笑的无人格的自动机”。 由于长期的粉丝和测试者的批评，在《死或生5》的开发过程中试图“淡化性方面的事情”。 为了回应对女性角色物品化的批评，游戏开发团队的创意总监指出，游戏的“行为，审美和整体视觉图像不仅仅是一种很明显的轻松感，而是顶级的，是为宇宙涂上糖果”，并表示“我们并不觉得我们是在贬低女性”。

### 销售及奖项
5月，光榮特庫摩宣布它的目标是出售100万份游戏。在日本发行的第一周销量很高，该游戏售出超过8万份，大部分为PS3平台。据报道，2012年10月29日也就是该游戏发布后的第一个月内售出了58万份。根据光榮特庫摩的说法，DLC销售和预购也很不错。 Joystiq评论说，这个数字“与《死或生4》在全球发行后的前两个月的70万份销量相比还是不错的”。它的主要竞争对手 《铁拳 Tag Tournament 2》也于9月份发布，到2012年11月2日已售出840,000份。到2015年6月，该游戏的所有版本在全球销售量超过150万份，同时还有350万份免费版的《死或生5 Ultimate》和《死或生5 Last Round》的下载量。
《死或生5》被Destructoid授予Gamescom 2012的“最佳格斗游戏”奖项，并被IGN提名为“People's Choice Award”。在E3 2012上，它被提名为游戏评论家奖的“最佳格斗游戏”（输给《超級英雄：武力對決》）和G4TV。 它还在2012年斯派克电子游戏大奖中被提名为年度“最佳格斗游戏”（输给《女神異聞錄4 終極深夜鬥技場》），以及被Destructoid提名2012年最佳格斗游戏（也输给了《女神異聞錄4 終極深夜鬥技場》）以及被GameSpot提名为“年度格斗游戏”（输给了《铁拳 Tag Tournament 2》）。《死或生5》也被2012年IGN澳大利亚Black Beta Select Awards提名为“最佳操控”游戏，數碼間諜把它作为2012年“年度游戏”的20个提名游戏之一。俄罗斯杂志《Igromania》给它年度格斗游戏的称号。波兰的门户网站Interia.pl在2012年的“最性感游戏女角色”中囊括了游戏中的绫音，克麗絲蒂和霞。

## 备注
1. ↑  原文为“formidable, enormously entertaining fighter”
2. ↑  原文为“insanely deep”
3. ↑  原文为“without any question, the best entry in the series”
4. ↑  原文为“is another step in the right direction”
5. ↑  原文为“new fighting mechanics and flashy stage effects turn battles into an entertaining, over-the-top experience”
6. ↑  原文为“success as an energetic revitalization of the series”
7. ↑  原文为“while Dead or Alive 5 is far from a complete overhaul of the series, it charges into the fighting game scene with all the spirit of a completely new game”
8. ↑  原文为“stages are the most awe-inducing spectacles ever seen in a fighting game”
9. ↑  原文为“despite its shortcomings, DOA5 is the best Dead or Alive period”
10. ↑  原文为“outstanding reality”
11. ↑  原文为“entertaining in its ridiculousness”
12. ↑  原文为“a dynamic fighter that can be enjoyed by players of all skill types”
13. ↑  原文为“cracking fun, a fighter that's great to watch and feels even better to play”
14. ↑  原文为“a delicious surprise”
15. ↑  原文为“fun without being frustrating, the all-around fighter for everyone. Even the ones who won't admit to enjoying the T&A”
16. ↑  原文为“decent fighter”
17. ↑  原文为“showing its age”
18. ↑  原文为“tweaks to the formula and aesthetic, but nothing too sacrilegious or enticing”
19. ↑  原文为“expectations in check”
20. ↑  原文为“DOA5 doesn't tarnish the series' solid and sassy reputation — far from it — but it falls short of an evolutionary leap in terms of combat mechanics and a substantial expansion in terms of single-player”
21. ↑  原文为“the majority of its characters are all impossibly well-endowed women, whose breasts wobble about their chest like a pair of blancmanges [...] portrayed as simpering, personality-free automatons”
22. ↑  原文为“tone down the sexuality”
23. ↑  原文为“actions, aesthetics and overall visual presentation is more than obviously set in a light-hearted, over-the-top, candy coated universe”
24. ↑  原文为“compares reasonably to the 700,000 copies Dead or Alive 4 shipped worldwide in its first two months”